# Samsung Galaxy Z Flip 5
Samsung Galaxy Z Flip 5 – składany smartfon z systemem Android południowokoreańskiej firmy Samsung z serii Samsung Galaxy. Telefon został zaprezentowany w lipcu 2023 roku jako następca Samsunga Galaxy Z Flip 4.

## Specyfikacje
Samsung Galaxy Z Flip 5 został wyposażony w system operacyjny Android 13. Urządzenie ma 8 GB pamięci RAM oraz 256 lub 512 GB pamięci wewnętrznej telefonu. Galaxy Z Flip 5 został wyposażony w ośmiordzeniowy procesor Qualcomm Snapdragon 8 oraz baterię o pojemności 3700 mAh. Smartfon zawiera 3 aparaty, dwa tylne 12-megapikselowe oraz jeden 10-megapikselowy aparat przedni. Wymiary urządzenia to 85,1 x 71,9 x 15,1 mm, a jego masa wynosi 187 g.

## Galeria

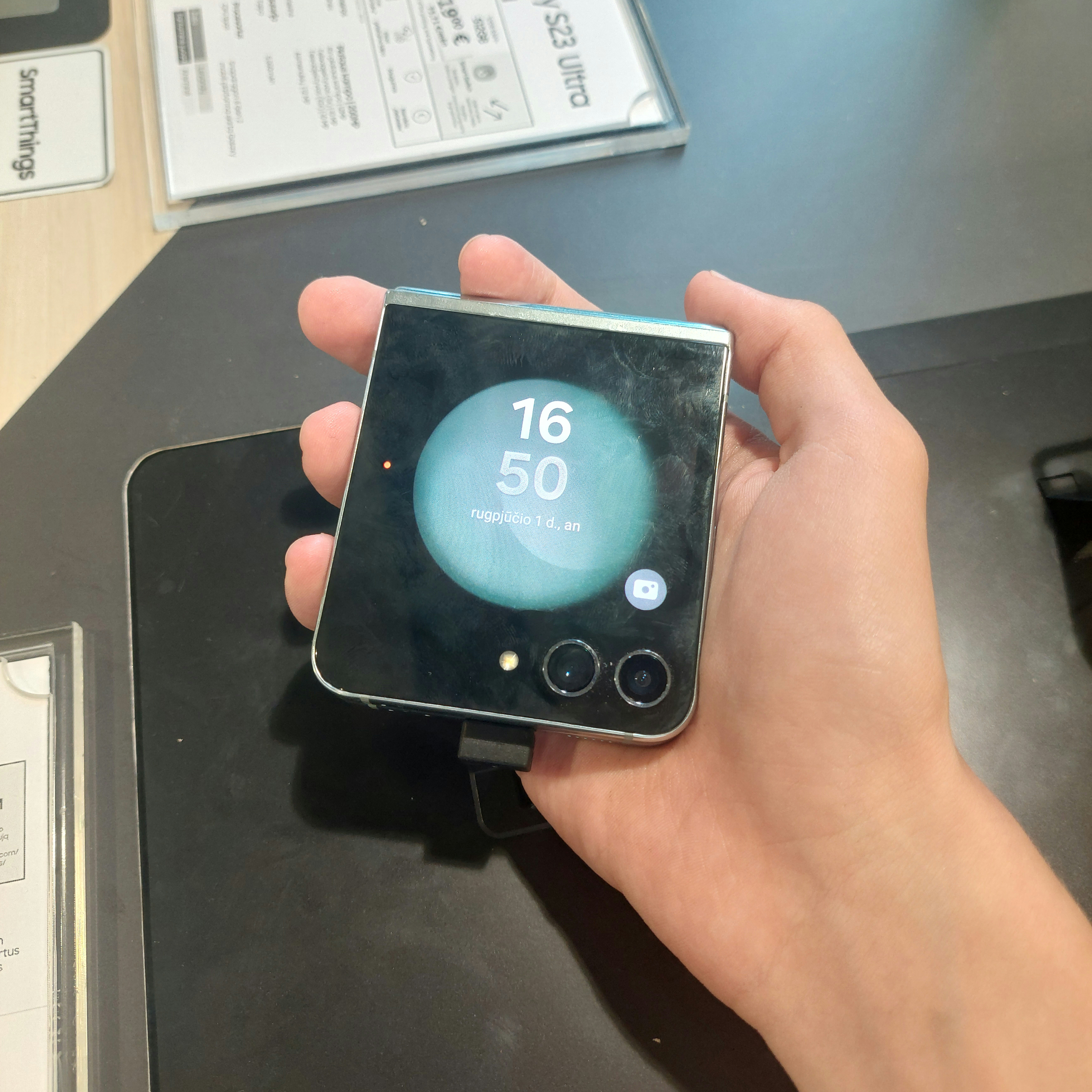
Złożony telefon
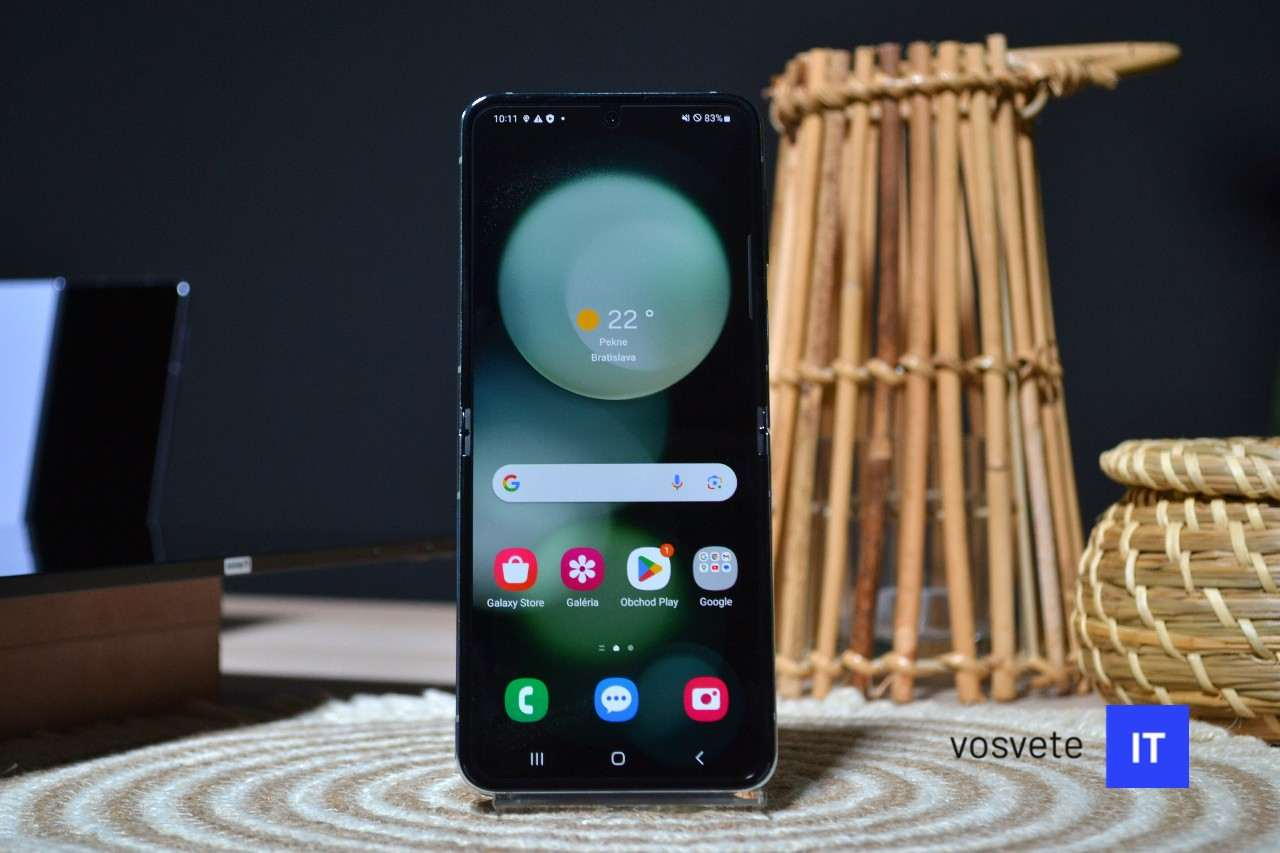
Rozłożony telefon
Logo telefonu